# De Dion-Bouton Type ET
Der De Dion-Bouton Type ET ist ein Pkw-Modell aus den 1910er Jahren. Hersteller war De Dion-Bouton aus Frankreich.

## Beschreibung
Die Zulassung durch die nationale Zulassungsbehörde erfolgte am 9. Oktober 1913. Vorgänger war der Type EB.
Der Vierzylindermotor hat 100 mm Bohrung, 140 mm Hub und 4398 cm³ Hubraum. Er war damals in Frankreich mit 25 Cheval fiscal (Steuer-PS) oder 20/30 CV eingestuft. Bei 1500 Umdrehungen in der Minute leistet er 38,7 bhp. Die Höchstleistung des Motors ist nicht bekannt. Er ist vorne im Fahrgestell montiert und treibt über ein Vierganggetriebe und eine Kardanwelle die Hinterräder an. Der Wasserkühler ist direkt vor dem Motor hinter einem deutlich sichtbaren Kühlergrill. Die Hinterachse ist eine De-Dion-Achse.
Die Basis bildet ein Pressstahlrahmen. Der Radstand beträgt 3569 mm und die Spurweite 1400 mm.
Bekannt sind Aufbauten als Landaulet.
Das Modell wurde bis 1914 produziert. Bis zum Ende des Ersten Weltkriegs erschien kein Nachfolger.
Der Type FH ist das Colonial-Modell.